# Jan Punt

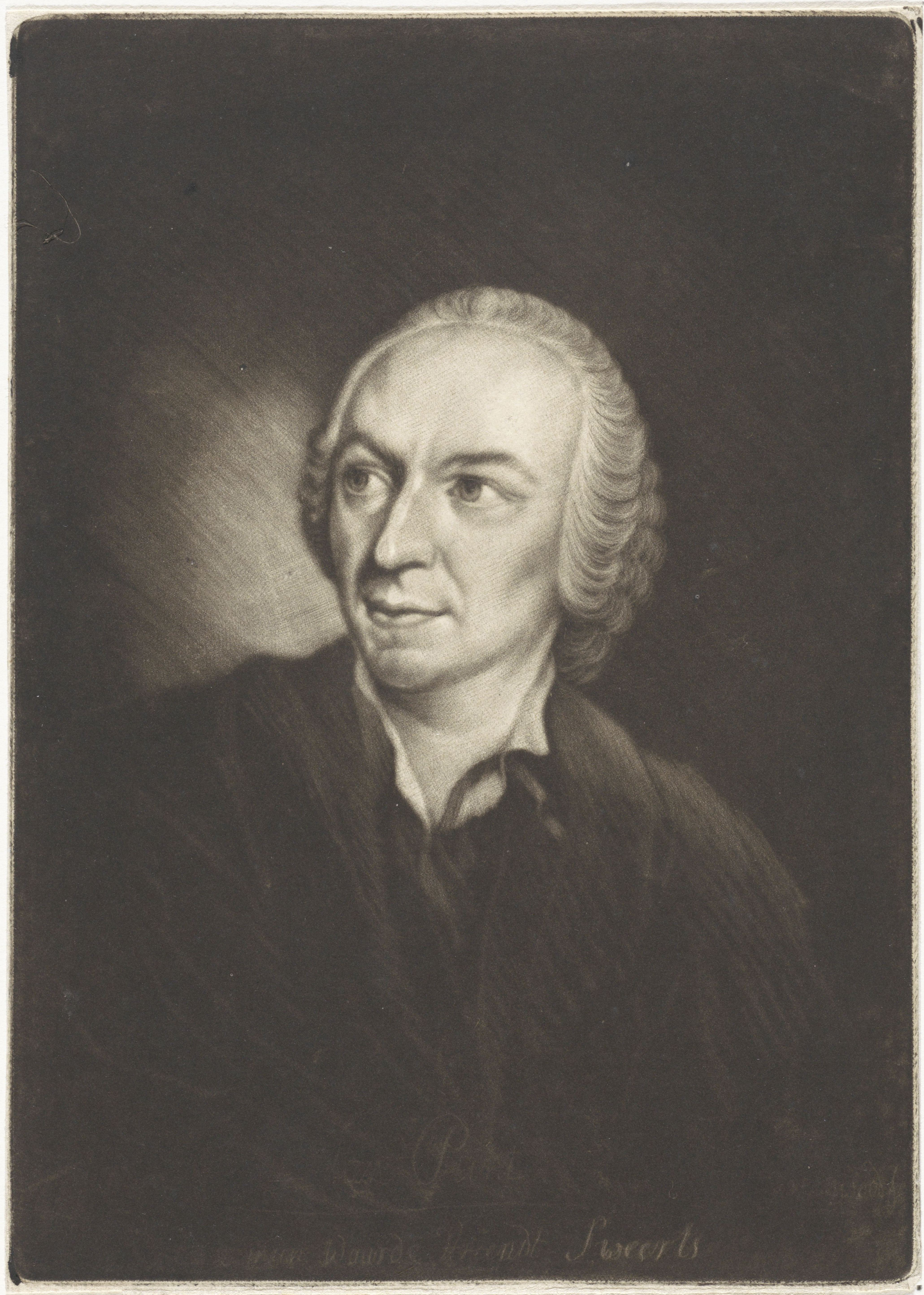
Portret van Jan Punt door John Greenwood.

Jan Punt, ook genoemd Johannes (Amsterdam, 2 april 1711 – Amsterdam, 18 december 1779), was een Amsterdams toneelspeler, voordrachtskunstenaar, schilder, tekenaar en graveur.

## Biografie
Jan Punt werd geboren in Amsterdam als zoon van Jan Hendrikszoon Punt en Adriana Visser. Hij ging in de leer bij de kunstschilder Jacob de Wit en de graveur A. van der Laan. Hij is vooral bekend door de gravures van de tekeningen die Jacob de Wit gemaakt had van de – bij een brand in 1715 verloren gegane – plafondschilderingen van Rubens in de Sint-Carolus Borromeuskerk. Reinier Vinkeles was een leerling van hem.
Hij was tevens een gevierd toneelspeler. Bij de brand van de Amsterdamse Stadsschouwburg, waar hij woonde en kastelein was, verloor hij have en goed. Hij vond daarop emplooi in Rotterdam; hij werd er in 1773 theaterdirecteur, kastelein en eerste acteur en zijn derde vrouw Catharina Elizabeth Fokke werd eerste actrice. Hij raakte in onmin met de commissarissen van de schouwburg en legde nog in hetzelfde jaar zijn functie als directeur neer. In 1777 keerde het echtpaar terug in Amsterdam, waar hij twee jaar later overleed. Zijn vrouw was nog kasteleines in Rotterdam van 1781-1789.

## Huwelijken
- 1733: Anna Maria de Bruyn (toneelspeelster), ca. 1708-1744[2]
  - zes kinderen van wie er ten minste drie vroeg overleden
- 1748:[3] Jeanne Marie Chicot, (ook genoemd Johanna Maria, dochter van de in Amsterdam werkzame Zwitserse medailleur en graveur Jacques David Chicot en Marie Marguerite Gole[4] en Marie Marguerite Gole) 1726-1771
  - ten minste een dochter, de zwakbegaafde Maria Margaretha en een zoon Jacob, waarschijnlijk beide vroeg overleden
- 1772: Catharina Elizabeth Fokke (toneelspeelster; dochter van de toneelspeler en zeeman Arend Fokke en Dina Levit, halfzuster van Simon Fokke, tante van Arend Fokke Simonsz), 1727-1793[5]
  - kinderloos